# ガビ (イタリア)
ガビ（フランス語: Gaby）は、イタリア共和国ヴァッレ・ダオスタ州にある、人口約400人の基礎自治体（コムーネ）。

## 地理

### 位置・広がり

#### 隣接コムーネ
隣接するコムーネは以下の通り。括弧内のBIはビエッラ県、VCはヴェルチェッリ県所属を示す。
- アンドルノ・ミッカ (BI)
- ブリュソン
- カッラビアーナ
- グレッソネイ＝サン＝ジャン
- イッシム
- ピエディカヴァッロ (BI)
- ラッサ (VC)
- サリアーノ・ミッカ (BI)

## 行政

### 分離集落
ガビには、以下の分離集落（フラツィオーネ）がある。
- Bouri, Chanton Desor, Chanton Desout, Chef-lieu (capoluogo), Crusmato, Gattinery, Gruba, Niel, Pont-de-Trentaz, Rubin, Serta Desor, Serta Desout, Tzendelabò, Pro Du Toucco, Yair Desout, Moulin, Palatz, Halberpein, Voury, Yair Desor, Zappegly, Zuino